# Pertuisane (1900)
Pertuisane – francuski niszczyciel z początku XX wieku, pierwsza jednostka typu Pertuisane (nazywanego także typem Rochefortais). Nazwa oznacza partyzana.
Okręt wziął udział w I wojnie światowej, służył na kanale La Manche. Został skreślony z listy floty 16 marca 1923 roku i sprzedany na złom 20 kwietnia 1928.